# Transformisme
Transformisme of veranderlijkheid der soorten is een denkmodel dat in de 19e eeuw is ontstaan en dat veronderstelt dat levende soorten kunnen veranderen zodat er nieuwe soorten kunnen ontstaan.
Voordat het transformisme ingang deed, was het fixisme en de religieuze versie ervan, het creationisme, het algemeen gangbare paradigma. Er werd van uitgegaan dat soorten ooit ontstaan waren en sindsdien onveranderlijk zijn gebleven.

## Ontstaan van de theorie
De term transformisme werd in 1809 geïntroduceerd door de Franse bioloog Jean-Baptiste de Lamarck. Andere bekende aanhangers van deze theorie waren Étienne Geoffroy Saint-Hilaire, Robert Grant en Robert Chambers. Laatstgenoemde was de auteur van het in 1844 anoniem verschenen bestseller-boek Vestiges of the Natural History of Creation waarvan de inhoud toentertijd zo controversieel was dat de auteur zich niet bekend durfde te maken. De Duitse bioloog Joseph Gottlieb Kölreuter gebruikte de term transmutatie die voorheen was gebruikt door alchemisten die hoopten onedele materialen te kunnen transmuteren tot goud. Deze term was het meest gebruikelijk, tot enige tijd nadat in 1859 het boek On The Origin of Species van Charles Darwin was verschenen. Darwin gebruikte termen als de ontwikkelingshypothese. De term evolutie deed pas relatief laat zijn intree. Ook de evolutietheorie behoort tot het transformisme.